# Brahmana microphthalma
Brahmana microphthalma är en bäcksländeart som beskrevs av František Klapálek 1916. Brahmana microphthalma ingår i släktet Brahmana och familjen jättebäcksländor. Inga underarter finns listade i Catalogue of Life.